# Prellung
Eine Prellung  oder Kontusion (lateinisch Contusio), genannt auch Kontusionsverletzung, ist die Schädigung von Organen oder Körperteilen durch Gewalt von außen, die nicht mit sichtbaren Hautverletzungen einhergehen muss. Die Folge sind Ödeme des Gewebes und Blutaustritt aus beschädigten Kapillaren in das umliegende Gewebe, was als Bluterguss oder Prellmarke sichtbar werden kann und mit Schmerzen und Schwellung der betroffenen Region verbunden ist.

## Ursachen
Häufig werden Prellungen durch Sturzereignisse verursacht, auch der Anprall eines Körperteils gegen ein starres Hindernis kann Prellungen verursachen. Des Weiteren finden sich Prellungen als Folge körperlicher Gewalt, sei es im Rahmen von Misshandlungen oder körperlichen Auseinandersetzungen.

## Diagnose

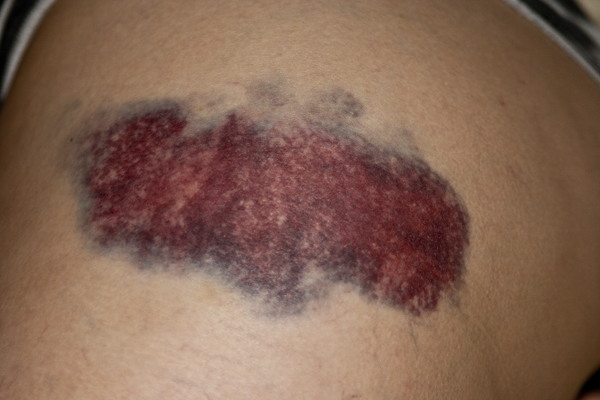
Ein „Pferdekuss“, typisches Hämatom nach einer Prellung im Bereich des Oberschenkels durch einen stumpfen Gegenstand.

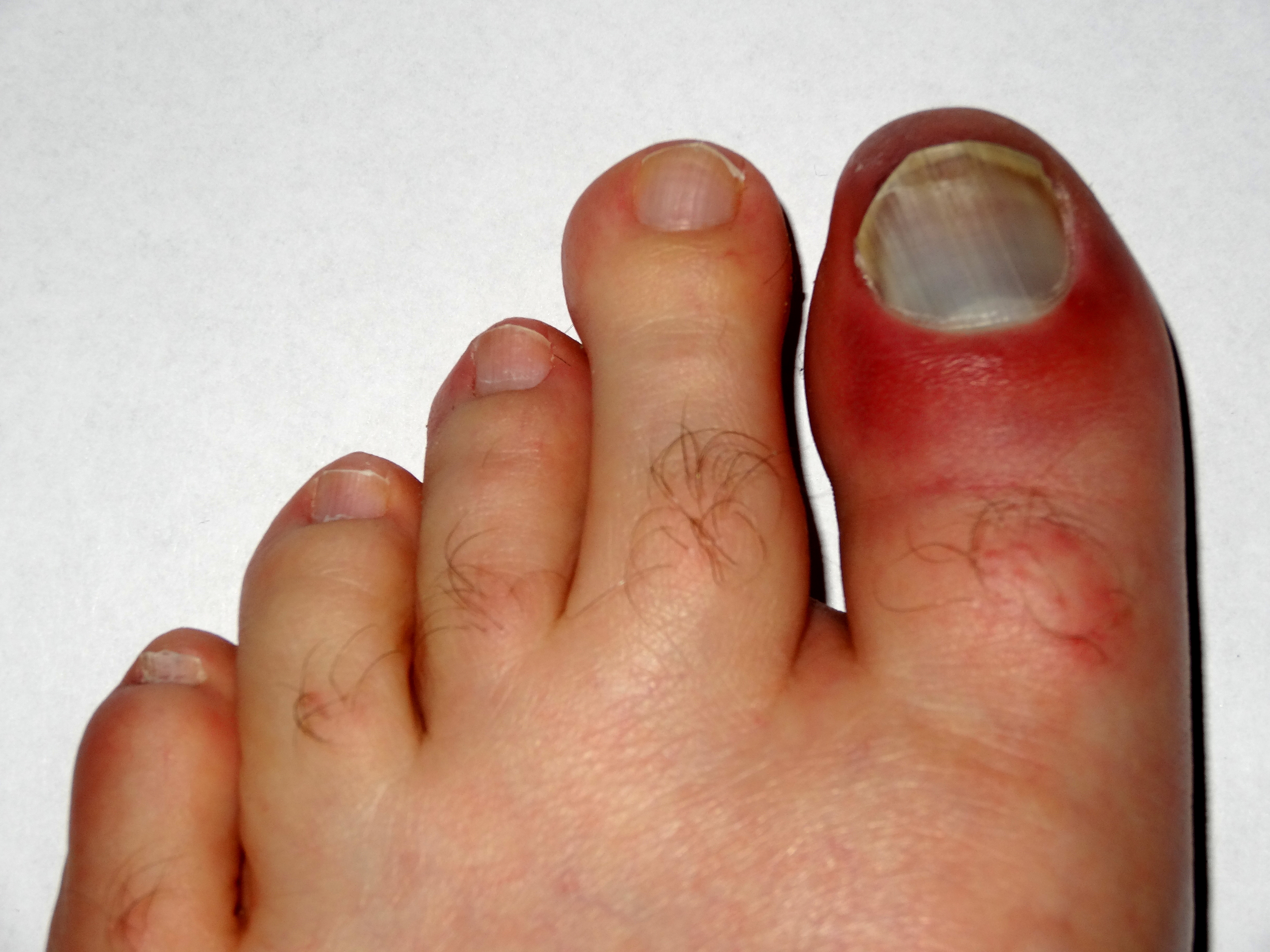
Zeh nach Prellung von oben

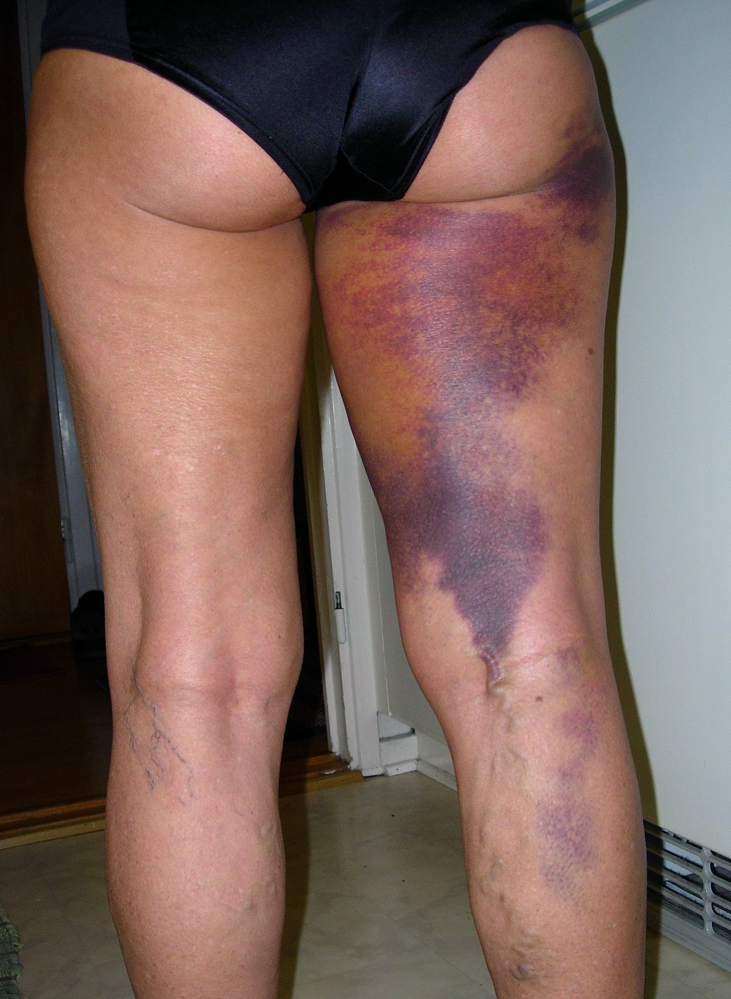
Die Prellungen einer Frau nach einem schweren Sturz.

Die Diagnose einer Prellung ist, bei entsprechender Vorgeschichte, eine Ausschlussdiagnose; Schwellung, Druck- und Bewegungsschmerz sowie gegebenenfalls sichtbare Bildung eines Blutergusses können auch Symptome von Knochenbrüchen, Gelenkverletzungen oder – im Bauchbereich – Verletzungen innerer Organe sein. Daher kann eine Prellung erst nach Ausschluss einer solchen schwereren Verletzung durch geeignete Methoden (Röntgenuntersuchung, Sonographie etc.) diagnostiziert werden. Bei Prellungen des Schädels muss eine Gehirnbeteiligung (Schädel-Hirn-Trauma) sicher, also im Zweifelsfall mittels Computertomographie oder Magnetresonanztomographie, ausgeschlossen werden, da insbesondere bei Patienten, die mit Antikoagulanzien behandelt werden, vermeintlich harmlose Prellmarken mit intrakranialen Blutungen einhergehen können.

## Lokalisationen
Prellungen durch Sturz finden sich in der Regel an exponierten Körperstellen wie den Knie-, Hüft-, Ellenbogen- und Schultergelenken, den Schienbeinvorderkanten sowie dem Schädel. In diesen Regionen liegen knöcherne Strukturen vergleichsweise dicht unter der Haut, so dass sich die stumpfe Gewalteinwirkung auf ein relativ kleines Areal beschränkt und die geringere Druckverteilung zu deutlicheren Schädigungen führt als im Bereich guter „Polsterung“ durch Unterhautfettgewebe und Muskulatur. Prellungen außerhalb dieser Zonen, also beispielsweise im Bereich des Brustkorbes oder Bauches, sind vermehrt Folgen von Schlägen oder Stößen sowie Verkehrsunfällen („Gurtmarken“, Anprall von Brust und/oder Bauch gegen das Lenkrad). Auch bei bestimmen Sportarten sind exponierte Bereiche des Körpers gehäuft betroffen. So finden sich beispielsweise bei Wettkämpfen in der Sportart Taekwondo vermehrt Prellungen im Bereich des Vorfußes.
Die stumpfe Prellung des Augapfels, bspw. durch einen Faustschlag oder Tennisball, führt häufig zu einer Orbitabodenfraktur.

## Differentialdiagnose
Aus Lokalisation, Ausdehnung und Form der vorgefundenen Prellmarken lassen sich Rückschlüsse auf die Art des erlittenen Traumas ziehen, falls der Unfallhergang unklar oder nicht plausibel ist. Beispielsweise weisen lange, gerade, doppelstreifenförmige Prellmarken – Striemen – auf Schläge mit Stöcken oder ähnlichen Gegenständen hin. Im Zusammenhang mit sturzuntypischer Lokalisation an Ober- und Unterarmen (Abwehrverletzungen), Rücken, Oberschenkel oder Gesäß kann auf körperliche Misshandlung geschlossen werden. Die exakte Dokumentation vor allem mehrfacher Prellungen kann bei solchen Fällen von grundlegender forensischer Bedeutung sein, insbesondere wenn der Verdacht einer Kindesmisshandlung vorliegt.

## Behandlung
Ruhigstellen, Kühlung, Anlegen eines Kompressionsverbandes und Hochlagerung können die Ausbildung von Schwellung und Hämatom begrenzen. Ein elastischer Verband ist im weiteren Verlauf der Behandlung sinnvoll. Salben und Gele wirken hauptsächlich durch ihren Kühleffekt. Kontrollen sind erforderlich, um die Resorption des Hämatoms zu beobachten. Größere, nicht resorbierte Blutergüsse müssen chirurgisch eröffnet, ausgeräumt und drainiert werden, um eine mögliche Infektion zu vermeiden. Auch beim Kompartmentsyndrom nach (schweren) Prellungen ist in entsprechenden Fällen ein operatives Vorgehen indiziert.

## Komplikationen
- Schwere Prellungen der Extremitäten können, vor allem im Bereich der Wade, zum Kompartmentsyndrom führen, das unverzüglich chirurgisch behandelt werden muss, da sonst die Extremität in ihrer Funktion hochgradig gefährdet ist bis hin zur Amputation.[6]
- Prellungen des Bauches (Stumpfes Bauchtrauma) können Rupturen der Milz,[7] Nieren, Leber oder Bauchspeicheldrüse zur Folge haben, die auch verzögert nach 24–48 Stunden auftreten können (zweizeitige Ruptur). Auch in diesen Fällen ist eine rechtzeitige chirurgische Intervention erforderlich.
- Bei Prellungen des Brustkorbes kann durch die Schmerzen bei Bewegung die Atmung eingeschränkt werden.
- Prellungen mit Beteiligung der Muskulatur können auf mittelfristige Sicht zur Ausbildung von Weichteilverknöcherungen („Heterotope Ossifikation“) führen mit der Folge chronischer Schmerzen und/oder funktioneller Einbußen.[8]
- Bei Knochenprellungen (bone bruise) kann es zu einem Knochenmarködem kommen.[9]